# نوکیا لومیا ۱۰۲۰
نوکیا لومیا ۱۰۲۰ گوشی هوشمند مجهز به سیستم عامل ویندوزفون ۸ متعلق به شرکت نوکیا می‌باشد، که همچنین قابل ارتقاء به ویندوز فون ۸٫۱ نیز می‌باشد. این گوشی به رنگ‌های زرد، سفید، مشکی و قرمز عرضه شده‌است. این موبایل یکی دیگر از موبایل‌های لومیا نوکیا است که علت معروف بودن این دوربین ۴۱ مگاپیکسلی آن است.

## تکنولوژی پیور ویو
پیور ویو یک تکنولوژی تصویربرداری به کار رفته در دستگاه نوکیا ۱۰۲۰ است. این ترکیبی از، وضوح بالا دوربین ۴۱ مگاپیکسلی حسگر ۱ / ۱٫۵ تصویر با کارایی بالا لنز کارل زایس است.

## ویژگی
گوشی لومیا ۱۰۲۰ طراحی مشابه‌ای مانند دیگر گوشی‌های سری لومیا دارد بدنه پلی کربنات آن گویا این می‌باشد که این گوشی از کیفیت بالایی برخوردار است. دوربین ۴۱ مگاپیکسلی مهم‌ترین ویژگی این گوشی می‌باشد.

## بازخوردها
بازخوردها دربارهٔ این گوشی عمدتاً مثبت بوده، اما برخی از منتقدان اظهار داشته‌اند در بازار برای این گوشی جای زیادی نیست.

## مشکلات گزارش شده
برخی از کاربران لومیا ۱۰۲۰ مشکلاتی همچون تخلیه سریع باتری و بیش از اندازه ری بوت تصادفی شدن، کیفیت تماس صوتی ضعیف یا ناشران قطره از وای فای را گزارش کرده‌اند.